# ضفدع ملون البطن
ضفدع ملون البطن (الاسم العلمي: Rana ornativentris) (بالإنجليزية: Montane brown frog)‏ هو نوع من الحيوانات يتبع جنس الضفدع الحقيقي من فصيلة الضفادع الحقيقية.